# 查方言
查方言（發音：[tʃǎːkaʋskiː]）是克羅埃西亞語的三大方言之一，主要分佈在克羅埃西亞的沿海地區。查方言和什托方言的互通度很低，並且查方言的內部也有很大差異。查方言也是克羅埃西亞語文學最早的標準語言。